# Kimi to 100 Kaime no Koi
Kimi to 100 Kaime no Koi (君と100回目の恋 tạm dịch: 100 lần yêu em), là phim điện ảnh Nhật Bản thể loại âm nhạc và lãng mạn ra mắt năm 2016, do Tsukikawa Sho đạo diễn, với sự góp mặt của ca sĩ miwa và nam diễn viên Sakaguchi Kentarō.

## Cốt truyện
Vào ngày 27 tháng 7, sinh viên đại học tên là Hinata Aoi (miwa) đã gặp tai nạn. Lúc tỉnh dậy, Aoi Hinata nhận thấy cô ấy đang ở trong lớp học của một tuần trước hôm tai nạn.
Vào lúc đó, người bạn thân từ nhỏ Hasegawa Riku (Sakaguchi Kentarō)  tiết lộ với Aoi rằng "Mình sẽ nói cho cậu một bí mật, mình có thể quay ngược thời gian". Aoi Hinata và Riku Hasegawa đều thích nhau nhưng chưa từng thổ lộ với nhau. Sau đó hai người đã thổ lộ với nhau và cùng nhau quay lại một năm trước. Họ cùng nhau hẹn hò nhưng có một bí mật lớn đằng sau việc quay ngược thời gian. Thêm vào đó, ngày 27 tháng 7 đang đến rất gần.

## Diễn viên
- miwa trong vai Hinata Aoi. Cô là sinh viên và ca sĩ chính trong ban nhạc trường đại học. Aoi là một cô gái vui vẻ, dịu dàng, luôn quan tâm tới người khác. Cuộc sống bên Riku sau khi tai nạn xảy ra đã mang lại niềm hạnh phúc lớn lao cho Aoi nhưng điều đó luôn có phần chênh vênh.
- Sakaguchi Kentarō trong vai Hasegawa Riku. Chàng sinh viên khá trầm tính, ít nói, có năng lực đặc biệt: Khả năng quay trở về quá khứ. Anh đã đưa Aoi quay ngược thời gian để kéo dài sự sống cho cô. Riku yêu Aoi sâu đậm và luôn nỗ lực để bảo vệ hạnh phúc.
- Ryusei Ryo trong vai Matsuda Naoya
- Mano Erina trong vai Sagara Rina
- Izumisawa Yuki trong vai Nakamura Tetta
- Ohta Rina trong vai Obara Kaoru
- Horiuchi Keiko trong vai Hinata Keiko, mẹ của Aoi.
- Oishsi Goro trong vai giảng viên.
- Tanabe Seiichi trong vai Hasegawa Shuntaro, dượng của Riku và là người đỡ đầu.

## Âm nhạc

### Ca khúc
- Ca khúc chủ đề: Kimi to Hyakkaime no Koi (君と100回目の恋 The 100th Love with You?) thể hiện miwa trong vai Aoi.
- Ca khúc khác:
  - Aiokuri (アイオクリ Aiokuri?) thể hiện bởi The STROBOSCORP
  - Tanjun na Kanjo (単純な感情 Simple feelings?) thể hiện bởi The STROBOSCORP
  - Birthday Moring thể hiện bởi Andōzu
  - BGM thể hiện bởi Androp
  - 27 thể hiện bởi Super Beaver

### Nhạc nền
"Kimi to 100 Kaime no Koi Original Soundtrack" được phát hành bởi Sony Music Japan, SRCL-9291/92, SRCL-9293

## Các sản phẩm liên quan

### Đĩa Blu-ray và DVD
- "Kimi to 100 Kaime no Koi" (ra mắt ngày 23 tháng 6 năm 2017), phát hành bởi Sony Music Japan, Asmik Ace
  - Blu-ray (Phiên bản giới hạn) BD+BD (SRXW-2/3)
  - Blu-ray (SRXW-4)
  - DVD (Phiên bản giới hạn) DVD+DVD (SRBW-41/42)
  - DVD (SRBW-43)

### Chuyển thể manga
Bản truyện tranh cùng tên "Kimi to 100 Kaime no Koi" được vẽ và minh hoạ bởi Kumichi Yoshiduki đăng trên tạp chí Young Jump Comics, Shueisha. Truyện được xuất bản thành 3 tập.
- Tập 1 ISBN 978-ngày 4 tháng 8 năm 890577-8 calling template requires template_name parameter
- Tập 2 ISBN 978-ngày 4 tháng 8 năm 890578-5 calling template requires template_name parameter
- Tập 3 ISBN 978-ngày 4 tháng 8 năm 890596-9 calling template requires template_name parameter

### Tiểu thuyết
- "Kimi to 100 Kaime no Koi - tiểu thuyết chuyển thể" của tác giả Shimokawa Kanae được phát hành bởi Orange Bunko, Shueisha, 1 tập ISBN 978-ngày 4 tháng 8 năm 680114-0 calling template requires template_name parameter
- "Kimi to Hyakkaime no Koi - tiểu thuyết chuyển thể - phiên bản Mirai Bunko" của tác giả Wada Hitomi được phát hành bởi Mirai Bunko, Shueisha. 1 tập ISBN 978-ngày 4 tháng 8 năm 321353-3 calling template requires template_name parameter

### Ngoại truyện
- Tiểu thuyết "Kimi to Ikkaime no Koi (君と1回目の恋 Lần thứ 1 yêu em?) của tác giả Oshima Satomi, được phát hành bởi Shueisha. 1 tập. ISBN 978-ngày 4 tháng 8 năm 745564-9 calling template requires template_name parameter

## Đón nhận

### Doanh thu
Trong cuối tuần đầu tiên công chiếu tại Nhật Bản, phim đạt vị trí thứ 6 về doanh thu với 710 nghìn đô la Mỹ. Trong cuối tuần thứ 2 và 3, phim đạt vị trí thứ 9 và 10 và sau đó rớt khỏi bảng xếp hạng. Tính đến nay, phim đạt tổng doanh thu 3,1 triệu đô la Mỹ tại Nhật Bản.
Tại các thị trường khác, phim đạt doanh thu cao tại Trung Quốc với gần 2 triệu đô la Mỹ.